# ランズクルーナ・トロリーバス
ランズクルーナ・トロリーバス（スウェーデン語: Landskronas trådbuss）は、スウェーデンの都市・ランズクルーナに存在するトロリーバス。2021年時点でスウェーデン唯一のトロリーバス路線であり、スコーネ県の公共交通事業者であるスコーネトラフィケン（Skånetrafiken）が車両や施設を所有しノビナ（Nobina）が運営を実施している。

## 概要
2003年9月27日に開通した、ランズクルーナ市内を走るトロリーバス路線。ランズクルーナ駅が新規の鉄道路線開通に合わせて郊外へ移転し、市街地と駅を結ぶ新たな交通機関が求められるようになった事を受け、二酸化炭素や窒素酸化物の排出量削減、騒音の抑制といった優位性が評価され導入に至った経緯を持つ。電力は風力発電によって賄われている。
ランズクルーナの市街地とランズクルーナ駅を結ぶ区間（3号線）で運行しており、総延長3 kmは2021年時点で世界でも最小規模のトロリーバス路線網である。使用車両はポーランドの車両メーカーであるソラリスが展開するトロリーノ12で、開通時に3両（7231 - 7233→6991 - 6993）、2010年（6990）および2013年（6994）に1両ずつ導入が行われた。これらの車両には愛称が付けられており、2023年現在は廃車された1両（6992）を除いた4両が在籍している。また、ランズクルーナ市内で使用されている中国・BYD製の電気バスが営業運転に用いられる事もある。

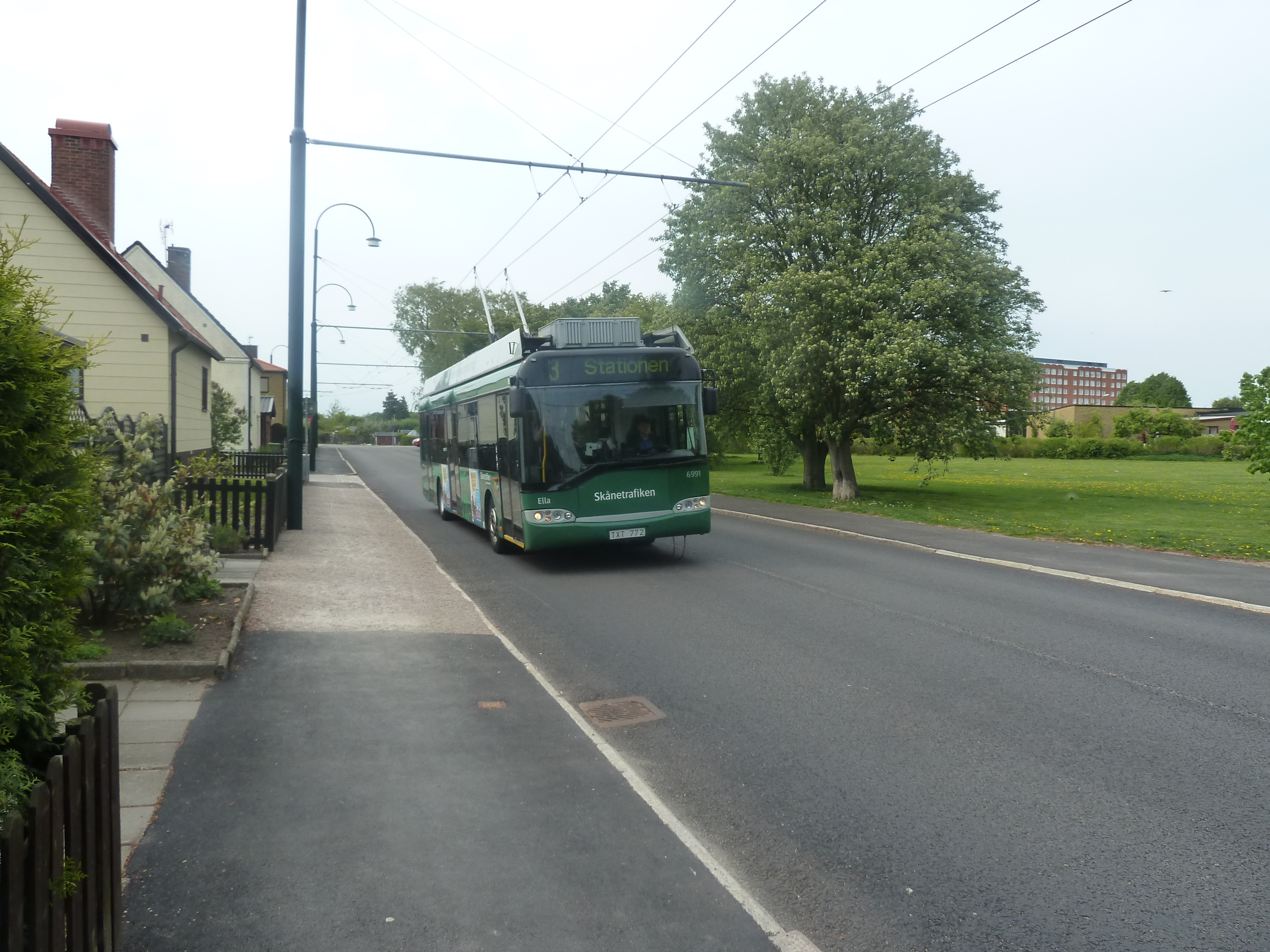
6991「エラ（Ella）」 （2011年撮影）
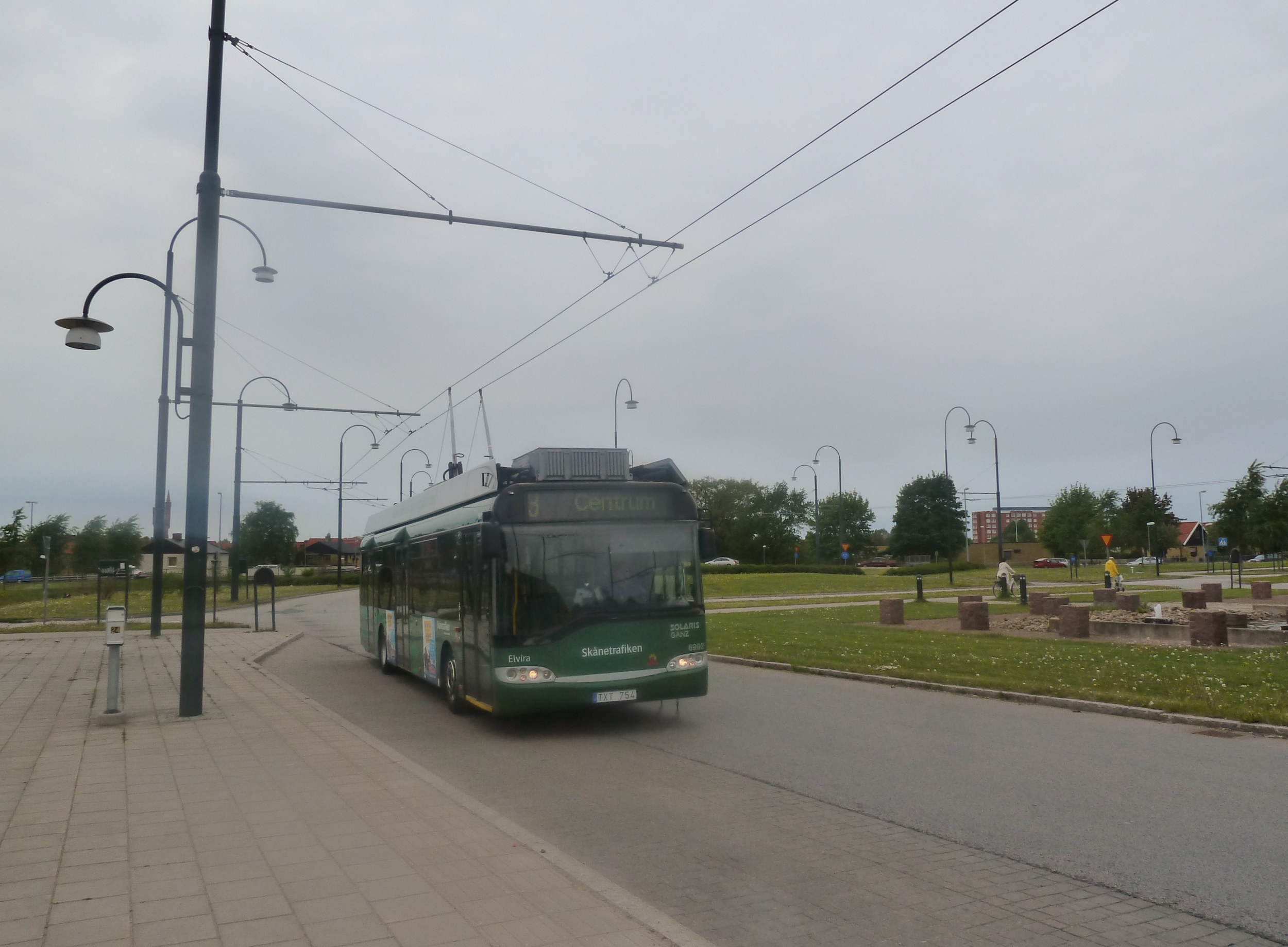
6992「エルヴィラ（Elvira）」 （2011年撮影）
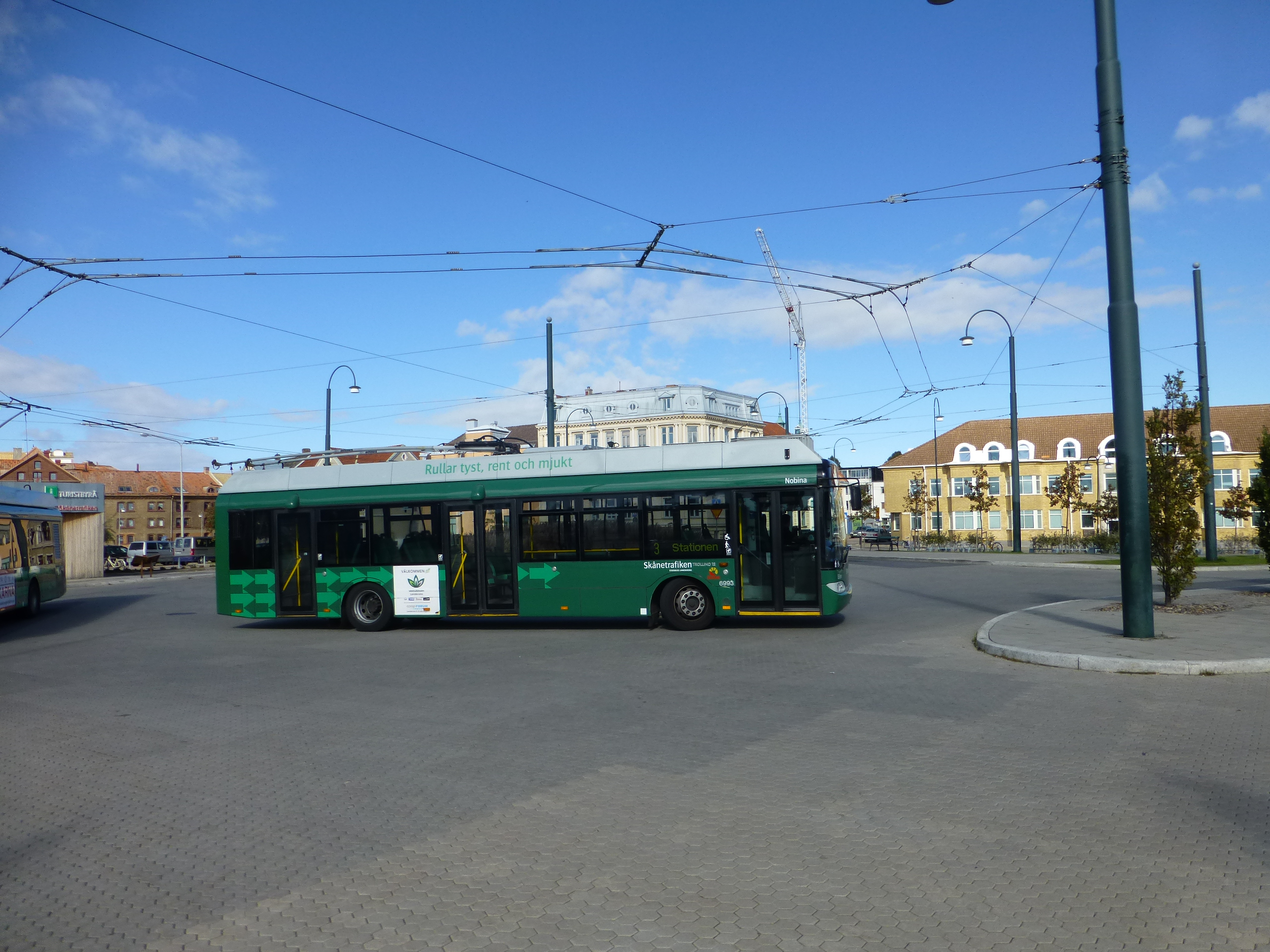
6993「エレン（Ellen）」 （2013年撮影）

## 今後の予定
トロリーバスを含めたランズクルーナの公共交通機関の運営権は2024年以降ケオリス・スヴェリゲ（Keolis Sverige）に移管される事になっており、同事業者は最新車両である1両（6994）を除いた3両（6990、6991、6993）の置き換え用として充電池を搭載した新型車両（トロリーノ12）を新たに3両（1891 - 1893）導入する。